# 新宮宮内遺跡

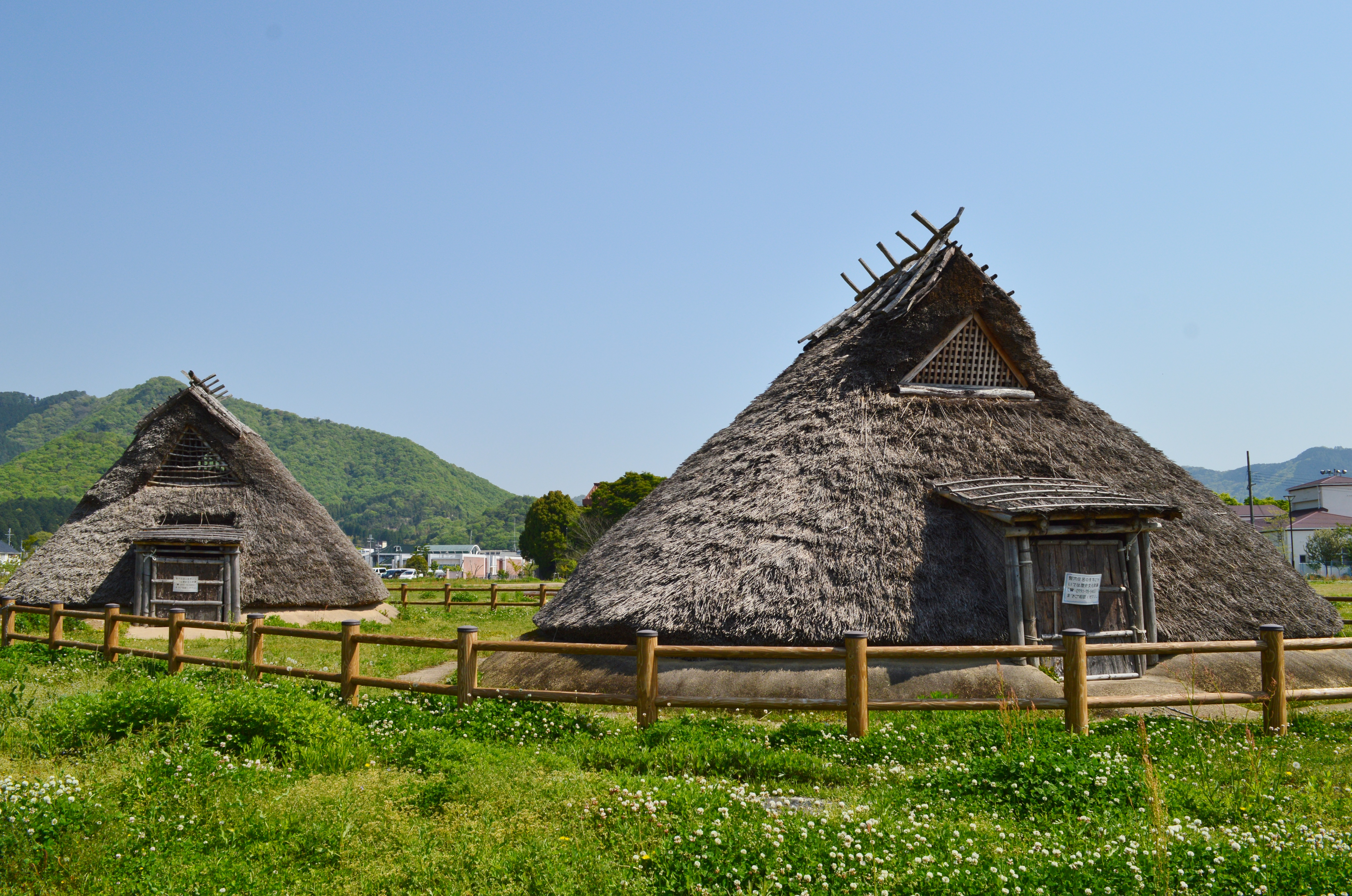
新宮宮内遺跡の竪穴建物群

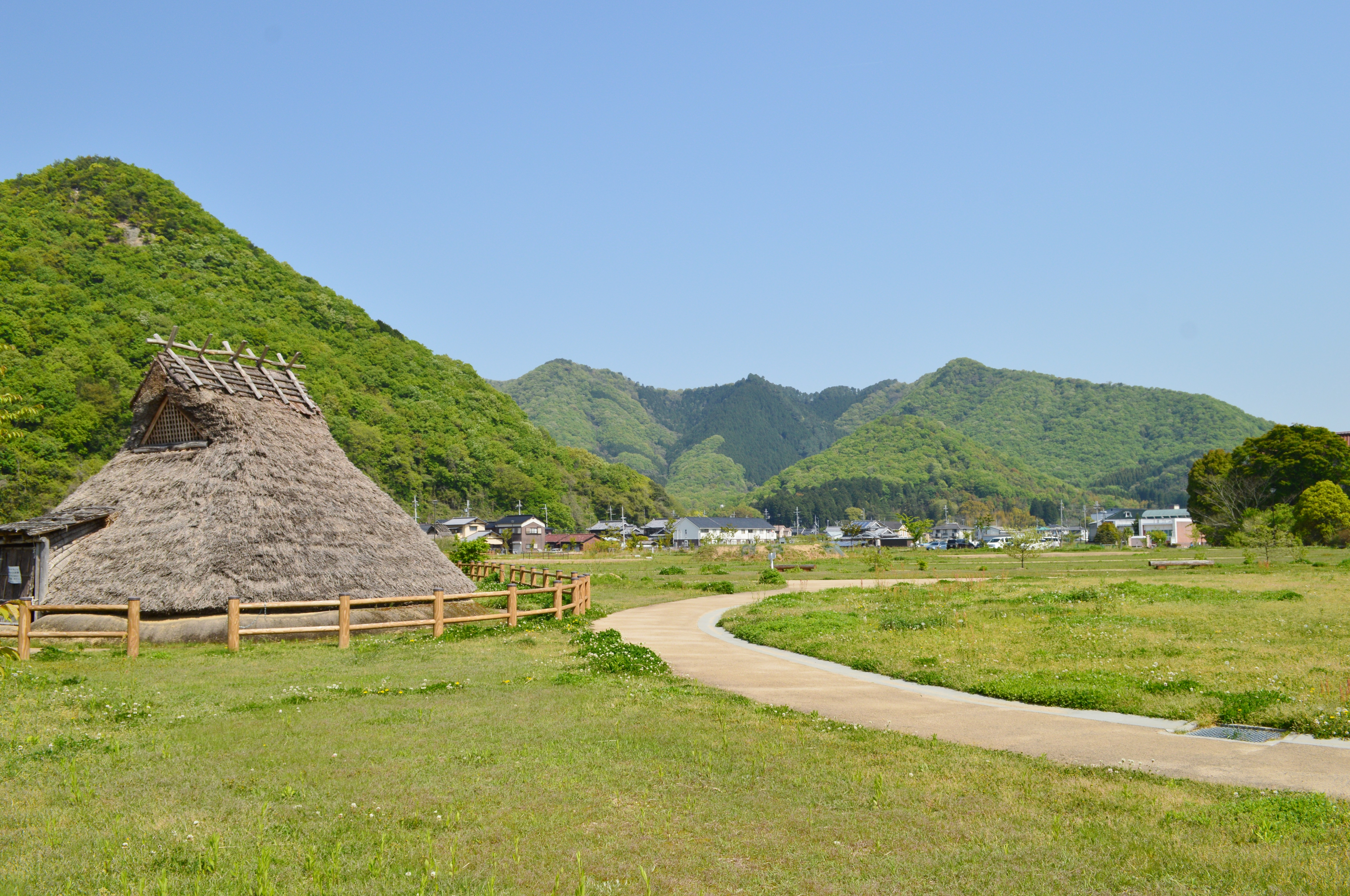
遺跡全景

新宮宮内遺跡（しんぐうみやうちいせき）は、兵庫県たつの市新宮町新宮にある縄文時代から弥生時代・平安時代にかけての複合遺跡である。

## 概要
遺構面と遺物包含層は縄文時代から平安時代におよぶ。1982年（昭和57年）6月3日に国の史跡に指定された。竪穴建物や墓などのほか、多数の土器や石器、県内最多出土数の分銅形土製品などが発見されている。